# Alicia Garza
Alicia Garza (Oakland, 4 de enero de 1981) es una activista de derechos civiles y escritora editorial estadounidense. Ha trabajado en temas de salud, servicios y derechos estudiantiles, derechos de trabajadoras domésticas, teniendo como objetivo poner fin a la brutalidad policial, el racismo y la homofobia. Su redacción editorial ha sido publicada por The Guardian, The Nation, The Feminist Wire, Rolling Stone, HuffPost y Truthout. En 2013 Garza cofundó el movimiento Black Lives Matter, junto a las activistas Patrisse Cullors y Opal Tometi. Actualmente es directora de proyectos especiales en la Alianza Nacional de Trabajadoras del Hogar.

## Infancia y juventud
Garza creció en Oakland en un hogar multirracial, de padre judío y madre afroestadounidense. En la escuela secundaria y preparatoria, comenzó a abogar porque sus compañeros de clase tuvieran acceso a información sobre salud reproductiva y anticonceptivos. Garza se graduó en 2002 de la Universidad de California en San Diego con un título en antropología y sociología. En 2008, se casó con Malachi Garza, un activista transgénero masculino.

## Activismo

### Black Lives Matter
Con Opal Tometi y Patrisse Cullors, Garza dio luz al movimiento Black Lives Matter. A Garza se le atribuye haber inspirado el eslogan cuando, después de la absolución de George Zimmerman en julio de 2013, publicó en Facebook: «Gente negra. Os quiero. Nos quiero. Nuestras vidas importan. Las vidas negras importan (Black Lives Matter)», que luego Cullors compartió con el hashtag #BlackLivesMatter. La organización de Garza, Black Lives Matter, surgió como consecuencia de los asesinatos de personas negras por parte de la policía en altercados recientes y fruto de las disparidades raciales dentro del sistema legal criminal de los Estados Unidos. También se sorprendió por las similitudes de Trayvon Martin con su hermano menor, sintiendo que podría haber sido él asesinado en su lugar. Garza dirigió Viajeros de la libertad a Ferguson en 2015, organizado por Cullors y Darnell Moore, que lanzó la creación de capítulos de BlackLivesMatter en todo Estados Unidos y en el resto del mundo.

### Otras actividades
Anteriormente, Garza había servido como directora de People Organized to Win Employment Rights (POWER) en el área de la Bahía de San Francisco. Durante ese tiempo, se consiguió el derecho de los jóvenes a usar el transporte público de forma gratuita en San Francisco y también luchó contra la gentrificación y exponía la brutalidad policial en el área. En el año 2013, Garza se incorporó como directora de proyectos especiales en la Alianza Nacional de Trabajadoras del Hogar (NDWA), una organización que promueve los derechos de las trabajadoras del hogar en los Estados Unidos. En 2019 Garza acudió representando a la NDWA en los premios Óscar con motivo del éxito de la película Roma, dirigida por Alfonso Cuarón.
Garza es una participante activa en varios grupos de movimiento social del Área de la Bahía. Es miembro de la junta directiva de la sucursal de Forward Together en Oakland, California, y también participa en Black Organizing for Leadership and Dignity. También está en la junta directiva de la Escuela de Unidad y Liberación de Oakland (SOUL). Garza se autoidentifica como una mujer queer, y su cónyuge es birracial y transgénero; Garza se basa en todas estas experiencias en su organización y activismo.

### Discursos notables
- Garza presentó en el evento Bay Area Rising 2016, hablando sobre la propagación de Black Lives Matter y los derechos humanos.[19]
- El 26 de mayo de 2017, Garza pronunció un discurso de graduación, dedicado a mujeres negras, a 35,000 estudiantes graduados de la Universidad Estatal de San Francisco.[20]

### Acto de protesta
Garza participó en un intento de detener un tren de tránsito rápido del Área de la Bahía durante cuatro horas y media, un tiempo elegido para reflejar el momento en que el cuerpo de Michael Brown fue dejado en la calle después de su muerte. Los manifestantes detuvieron el tren durante una hora y media encadenándose al interior del tren y al exterior, haciendo imposible que la puerta se cerrara. El evento terminó cuando la policía retiró a los manifestantes desmantelando parte del tren.

### Carrera presidencial 2016
Si bien Garza ha criticado a Donald Trump, también ha criticado a Barack Obama y a Hillary Clinton. Ella afirmó que "Los Clinton usan a las personas negras para votar, pero luego no hacen nada por las comunidades negras después de ser elegidos. Nos usan para tomar fotografías ". Ella votó por Bernie Sanders en las primarias demócratas de California, pero prometió hacer todo lo que esté en su poder "para asegurarse de que Donald Trump no nos guíe" y votó por Clinton en las elecciones generales.

## Reconocimientos y premios
Garza fue reconocido en la lista Root 100 de Afroamericanos Destacados entre las edades de 25 y 45. También fue reconocida en la guía Politico50 2015 para Pensadores, Hacedores y Visionarios junto con Cullors y Tometi. Garza ha recibido el premio Local Hero de San Francisco Bay Guardian . El Club Democrático Harvey Milk le otorgó dos veces el Premio de Activista Comunitario Bayard Rustin por su trabajo en la lucha contra el racismo y la gentrificación en San Francisco. También recibió el Premio Jeanne Gauna Communicate Justice del Center for Media Justice.
En 2015, Garza, Cullors y Tometi (como "Las mujeres de #BlackLivesMatter") se encontraban entre los nueve finalistas de The Advocate 's Person of the Year. En noviembre de 2017, las fundadoras de Black Lives Matter, Garza, Cullors y Tometi, recibieron el Premio de la Paz de Sídney. Y en 2018, Garza fue nombrada en la cohorte inaugural de The Atlantic Fellows for Racial Equity (AFRE). Esta primera cohorte de 29 Atlantic Fellows se enfoca en desafiar el racismo en los Estados Unidos y Sudáfrica y en interrumpir el surgimiento del nacionalismo blanco y la supremacía.